# گولسپانگ
گولسپانگ (به سوئدی: Gullspång) یک منطقهٔ مسکونی در سوئد است که در بخش گولسپانگ واقع شده‌است. گولسپانگ ۱٫۷۴ کیلومتر مربع مساحت و ۱٬۱۶۷ نفر جمعیت دارد.